# Anna d'Egmond
Anna d'Egmond (Grave, març de 1533 - Breda, 24 de març de 1558), comtessa de Buren, Lingen i Leerdam; senyora d'IJsselstein, Borsele, Grave Kranendonk, Jaarsveld, Kortgene, Sint-Maartensdijk i Odijk. Va ser l'única filla i hereva de Maximilià d'Egmont i Françoise de Lannoy. Anna d'Egmond va ser enterrada a Breda.
L'any 1551 es va convertir en la primera esposa de Guillem I d'Orange-Nassau amb qui va tenir tres fills: 
- Maria de Nassau (1553-1555), morta en la infància;
- Felip-Guillem d'Orange-Nassau (1554 - 1618), casat amb Elionor de Borbó-Condé, sense descendència;
- Maria de Nassau (1556-1616), casada amb Felip de Hohenlohe-Neuenstein, van tenir un fill.